# Ноценкансари
Ноценкансари, (кит. 宁金抗沙峰) — вершина в центральной части Гималаев, высокий пик в Тибетском нагорье, высота — 7208 м (по другим данным 7206 м). Расположена изолировано от остальных высоких вершин Гималаев, ближайшие: Кангпху Канг (7204 м) и Тонгшанджиабу (7207 м) находятся в 85 километрах южнее. Расположена в Тибете. Норин Канг  — 105 по высоте вершина в мире.
Ноценкансари является самым высоким пиком в группе Каро-Ла, лежащей между Брахмапутрой (Цангпо) и Высокими Гималаями. В группу также входят Калуксунг (6674 м) и несколько других малоизвестных шеститысячников, большинство из которых непокорены. К востоку от группы расположено большое живописное озеро Ямджоюм-Цо (Yamdrok Yumtso Lake), одно из больших священных озёр Тибета.
Норин Канг покорён 28 апреля 1986 года китайско-тибетской экспедицией.